# سماليات
السَّمَّاليَّات هي فصيلة من المحار متوسط الحجم في المياه المالحة أي الرخويات البحرية ذوات الصدفتين.